# Grand Champions Rio 2012
Grand Champions Rio 2012 foi a primeira edição do Grand Champions Rio. Os jogos foram realizados de 17 a 20 de Dezembro de 2012, na quadra de tênis do Copacabana Palace, e foi a última etapa do ATP Champions Tour de 2012.

## Grupos
| Grupo A                                            | Grupo B                                          |
| -------------------------------------------------- | ------------------------------------------------ |
| - Marcos Daniel - Wayne Ferreira - Fabrice Santoro | - Thomas Enqvist - Henri Leconte - Mats Wilander |

## Jogos
17 de dezembro
- Jogo 1:

| 17 de Dezembro de 2012 19h00 | Marcos Daniel | 2 - 0       | Wayne Ferreira | Quadra de tênis do Copacabana Palace Árbitro(s): Paulo Fuchs |
| 17 de Dezembro de 2012 19h00 | 6             | Set 1 Set 2 | 3 1            | Quadra de tênis do Copacabana Palace Árbitro(s): Paulo Fuchs |

- Jogo 2:

| 17 de Dezembro de 2012 21h00 | Thomas Enqvist | 2 - 0       | Henri Leconte | Quadra de tênis do Copacabana Palace Árbitro(s): Paulo Fuchs |
| 17 de Dezembro de 2012 21h00 | 7 6            | Set 1 Set 2 | 5 3           | Quadra de tênis do Copacabana Palace Árbitro(s): Paulo Fuchs |

18 de dezembro
- Jogo 3:

| 18 de Dezembro de 2012 19h00 | Fabrice Santoro | 2 - 0       | Wayne Ferreira | Quadra de tênis do Copacabana Palace Árbitro(s): Paulo Fuchs |
| 18 de Dezembro de 2012 19h00 | 6 7             | Set 1 Set 2 | 2 5            | Quadra de tênis do Copacabana Palace Árbitro(s): Paulo Fuchs |

- Jogo 4

| 18 de Dezembro de 2012 21h00 | Mats Wilander | 2 - 0       | Henri Leconte | Quadra de tênis do Copacabana Palace Árbitro(s): Paulo Fuchs |
| 18 de Dezembro de 2012 21h00 | 6             | Set 1 Set 2 | 3             | Quadra de tênis do Copacabana Palace Árbitro(s): Paulo Fuchs |

19 de dezembro
- Jogo 5:

| 19 de Dezembro de 2012 19h00 | Mats Wilander | 0 - 2       | Thomas Enqvist | Quadra de tênis do Copacabana Palace Árbitro(s): Paulo Fuchs |
| 19 de Dezembro de 2012 19h00 | 4             | Set 1 Set 2 | 6              | Quadra de tênis do Copacabana Palace Árbitro(s): Paulo Fuchs |

- Jogo 6:

| 19 de Dezembro de 2012 21h00 | Marcos Daniel | 0 - 2       | Fabrice Santoro | Quadra de tênis do Copacabana Palace Árbitro(s): Paulo Fuchs |
| 19 de Dezembro de 2012 21h00 | 4 5           | Set 1 Set 2 | 6 7             | Quadra de tênis do Copacabana Palace Árbitro(s): Paulo Fuchs |

20 de dezembro
- 19h - Disputa do 3º lugar

| 20 de Dezembro de 2012 19h00 | Marcos Daniel | 2 - 0       | Mats Wilander | Quadra de tênis do Copacabana Palace Árbitro(s): Paulo Fuchs |
| 20 de Dezembro de 2012 19h00 | 6             | Set 1 Set 2 | 4             | Quadra de tênis do Copacabana Palace Árbitro(s): Paulo Fuchs |

- 21h - Final

| 20 de Dezembro de 2012 21h00 | Fabrice Santoro | 1 - 2                       | Thomas Enqvist | Quadra de tênis do Copacabana Palace Árbitro(s): Paulo Fuchs |
| 20 de Dezembro de 2012 21h00 | 3 6 7           | Set 1 Set 2 Super Tie-Break | 6 4 10         | Quadra de tênis do Copacabana Palace Árbitro(s): Paulo Fuchs |

## Campeão
| Grand Champions Rio 2012           |
| Thomas Enqvist                     |
| ---------------------------------- |
| Thomas Enqvist Campeão (1º título) |